# Anolis williamsii
Anolis williamsii är en ödleart som beskrevs av  Bocourt 1870. Anolis williamsii ingår i släktet anolisar, och familjen Polychrotidae. Inga underarter finns listade i Catalogue of Life.